# Carolyn Merchant
Carolyn Merchant (Rochester, Nueva York, 12 de julio de 1936) es una ecofeminista, química, filósofa e historiadora de la ciencia estadounidense, más conocida por su teoría (y por el libro del mismo título) La muerte de la naturaleza; mujeres, ecología y revolución científica, en el cual identifica la Revolución científica del siglo XVII como el período en el que la ciencia comenzó a atomizar, objetivar y diseccionar la naturaleza, presagiando su eventual concepción como compuesta de partículas atómicas inertes. Sus trabajos son importantes en el desarrollo de la Historia ambiental y la Historia de la ciencia. Actualmente es profesora emérita de Historia ambiental, Filosofía y Ética en la Universidad de California en Berkerley.

## Educación y Carrera
En 1954, cuando estaba en el último año de enseñanza secundaria, Merchant estuvo entre los diez finalistas principales del concurso nacional Westinghouse Science Talent Search.Como premio, recibió una beca parcial para sus estudios de pregrado. Entró a estudiar a la universidad para mujeres Vassar College, donde recibió su Licenciatura en Química en 1958, además de estudiar un minor en Filosofía.
En 1960, entró a estudiar su Maestría y Doctorado en Historia de la Ciencia en la Universidad de Wisconsin-Madison. Como forma de prepararse mejor, antes de entrar a su posgrado, estudió un año de Física en la Universidad de Pensilvania. En 1961, se casó con el botánico Hugh Iltis, y tuvo su primer hijo en enero de 1962. Dejó de estudiar por atender a su hijo, por lo que en 1963, solicitó la beca parcial EB Fred Fellowship, que estaba dirigida a las estudiantes de doctorado que habían dejado de estudiar por maternidad. Ella lo logró junto con otras 13 mujeres de un grupo de 114 solicitantes, y la subvención fue por tres años.Logró graduarse en 1967, el mismo año en que se divorció. Para ese año, tenía dos hijos, con quienes se fue a vivir a Berkeley, California.

## The Death of Nature (1980)
The Death of Nature: Women, Ecology and the Scientific Revolution (1980), traducido a 9 idiomas, en español bajo el título La muerte de la naturaleza: Mujeres, ecología y revolución científica (2020), es el libro de mayor difusión de Merchant. En él, enfatiza la importancia del género en la Historiografía de la ciencia moderna. Además, centra su libro en "los supuestos sexistas que formaron las concepciones del universo y la Fisiología humana de los siglos XVI y XVII". Merchant expresa la importancia del género en los primeros escritos modernos sobre la naturaleza y el uso de la historia ambiental, social y literaria como contexto para la historia de la ciencia.

## Filosofía
Merchant sostiene que antes de la Revolución Científica del siglo XVII, la naturaleza era concebida como la madre benevolente de todas las cosas, aunque a veces fuera salvaje. Esta metáfora fue reemplazada gradualmente por el modelo de "dominación de la naturaleza" a medida que la Revolución Científica racionalizaba y diseccionaba la naturaleza para mostrar todos sus secretos. A medida que la naturaleza revelaba sus secretos, ella también podía ser controlada. Tanto esta intención como la metáfora de la "naturaleza descubierta" todavía prevalecen en el lenguaje científico. Las concepciones de la Tierra como alimentadora de la vida comenzaron a cambiar lentamente hacia la concepción de un recurso para ser explotado a medida que la ciencia se volvió más segura de que las mentes humanas podían saber todo lo que había sobre el mundo natural y, por lo tanto, efectuar cambios en él a voluntad.
La tierra femenina fue fundamental para la cosmología orgánica que fue socavada por la Revolución Científica y el surgimiento de una cultura orientada al mercado ... para los europeos del siglo XVI, la metáfora fundamental que unía al yo, la sociedad y el cosmos era la de un organismo. .. La teoría organísmica enfatizó la interdependencia entre las partes del cuerpo humano, la subordinación del individuo a los propósitos comunitarios en la familia, la comunidad y el estado, y la vida vital impregna el cosmos hasta la piedra más humilde.
Merchant cita el uso que hace Francis Bacon de metáforas femeninas para describir la explotación de la naturaleza en este momento: "ella es libre, ... o se sale de su curso ordinario por la perversidad, la insolencia y el atrevimiento de la materia y la violencia de los impedimentos. .. o ella es sometida a constreñimiento, moldeada y hecha como nueva por el arte y la mano del hombre; como en las cosas artificiales ... la naturaleza recibe órdenes del hombre y trabaja bajo su autoridad ". La naturaleza debe estar "atada al servicio" y ser esclava de los fines humanos de recuperar nuestro dominio sobre la naturaleza perdido en la "caída de la gracia" en el Edén.
En combinación con la creciente industrialización y el surgimiento del capitalismo que reemplazó simultáneamente el trabajo de cuidados de las mujeres y sus roles como agricultoras de subsistencia, también llevó a la población a migrar a las ciudades, alejándolas aún más de la naturaleza y los efectos de la producción industrializada en ella. Los efectos combinados de la industrialización, la exploración científica de la naturaleza y el predominio de la metáfora del dominio/dominación sobre la Madre Tierra, según Merchant, todavía se pueden sentir en el pensamiento social y político, tanto como fue evidente en el arte, filosofía y ciencia del siglo XVII.

## Legado
En su libro La muerte de la naturaleza: Mujeres, ecología y revolución científica, Merchant deja un legado académico en los campos de la historia ambiental, la filosofía y el feminismo. El libro se considera innovador debido a su conexión entre la feminización de la naturaleza y la naturalización de la mujer. Junto con esta conexión, respalda su afirmación con evidencia histórica durante la época de la Ilustración. Sin embargo, Merchant no fue la primera en presentar ideales y teorías ecofeministas. Fue Françoise d'Eaubonne quien acuñó el término ecofeminisme (ecofeminismo) para retratar la influencia de las mujeres y su capacidad para generar una revolución ecológica en su libro Le Feminisme ou la Mort. Por otra parte la obra de Susan Griffin titulada Women and Nature: The Roaring Inside Her, que también habla sobre las mujeres y la ecología, fue escrito en 1978, justo antes de la publicación del libro de Merchant. Sin embargo La muerte de la naturaleza es influyente a pesar de estos trabajos anteriores porque es la primera interpretación de la historia de la ecología desde una perspectiva ecofeminista.